# 浦富海岸
浦富海岸是位於日本鳥取縣岩美郡岩美町的一處長約15公里的溺灣海岸，現為日本國指定名勝和天然記念物，並被列入日本百景、日本的白砂青松百選、日本砂灘百選。因其景觀和宮城縣松島頗為相似，因此又有「山陰的松島」之稱。海岸東部是沙灘海岸，在夏季是海水浴場。

## 主要景點
- 城原海岸
- 浦富海水浴場

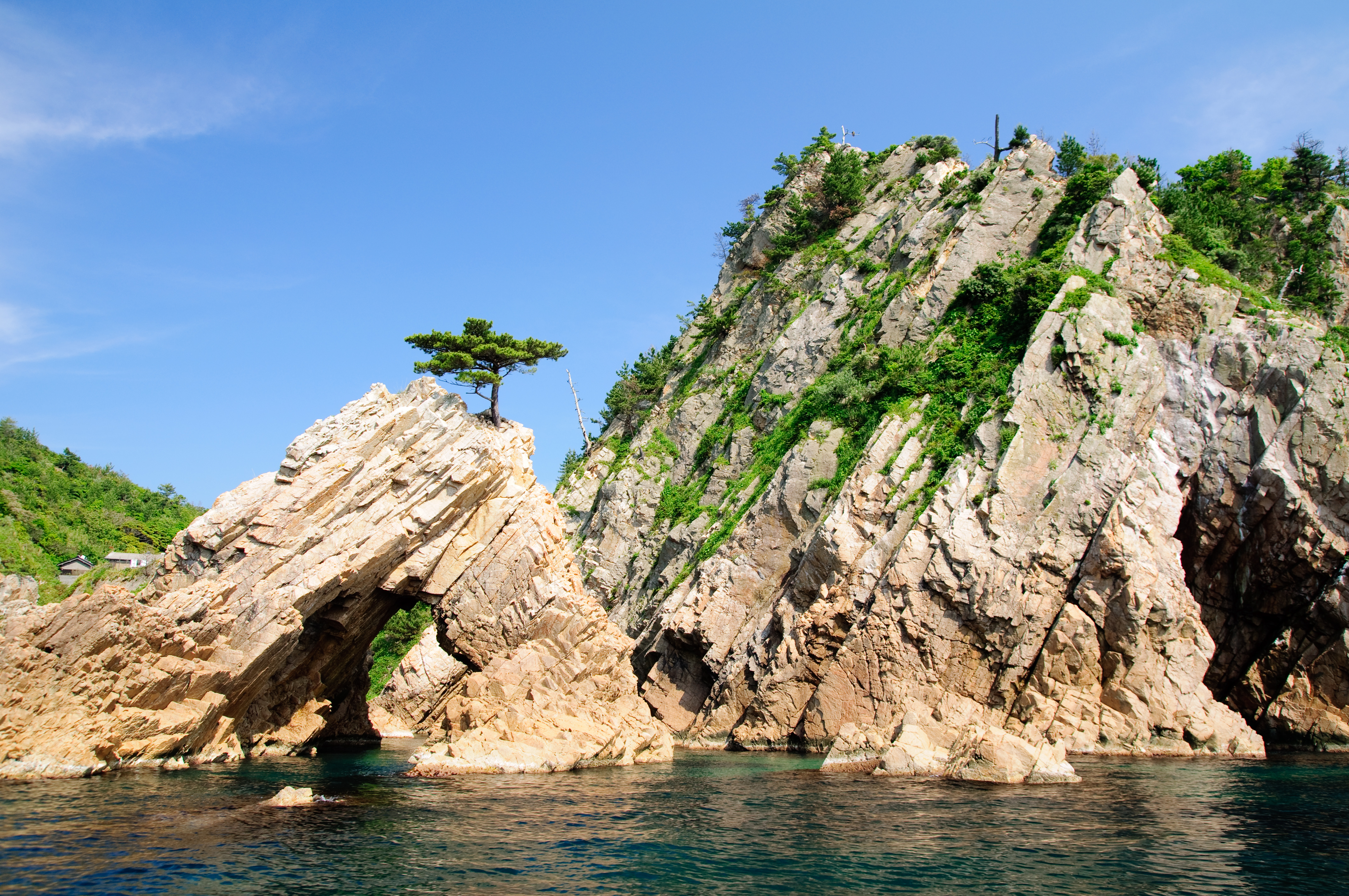
千貫松島
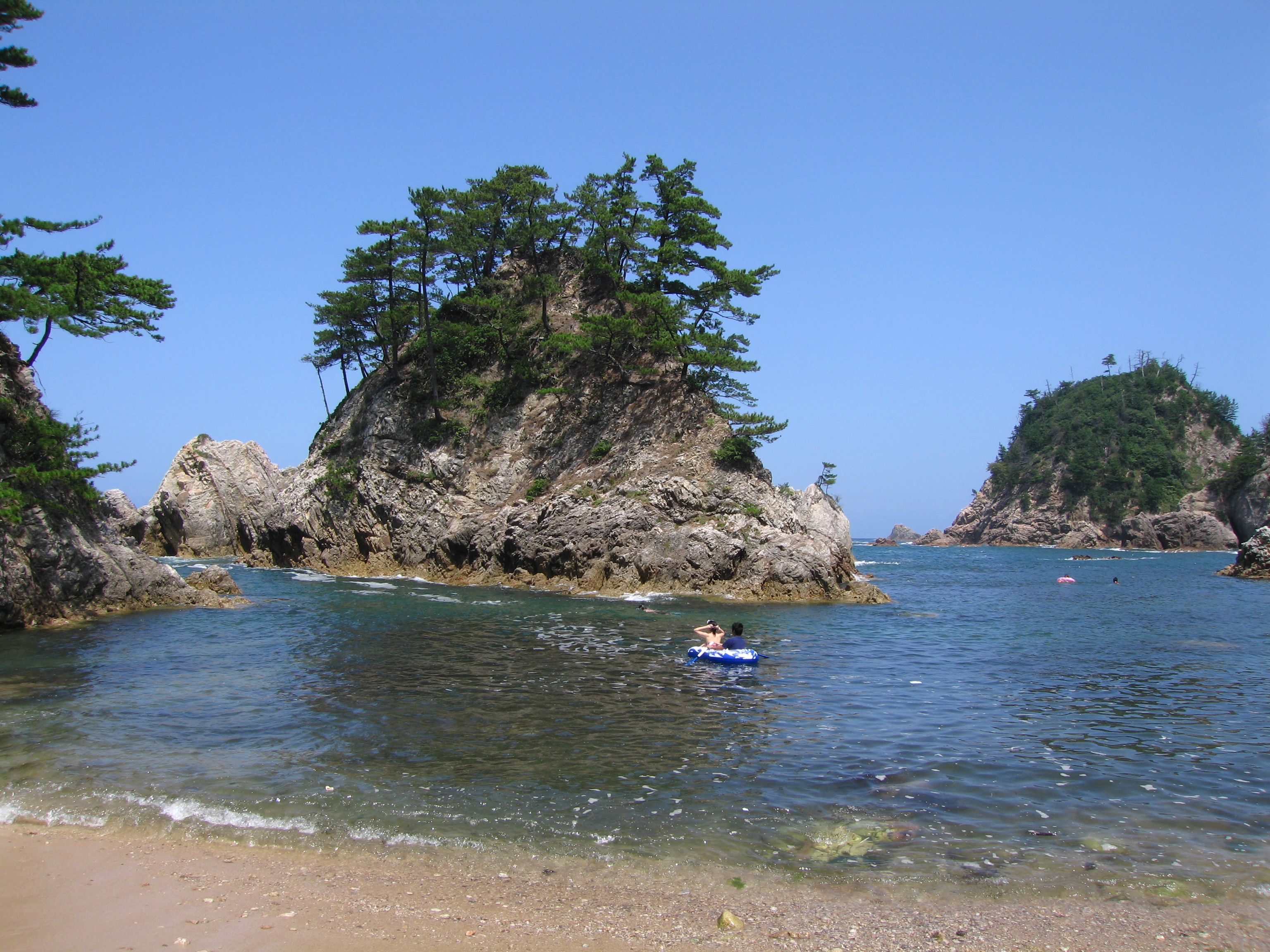
鴨磯
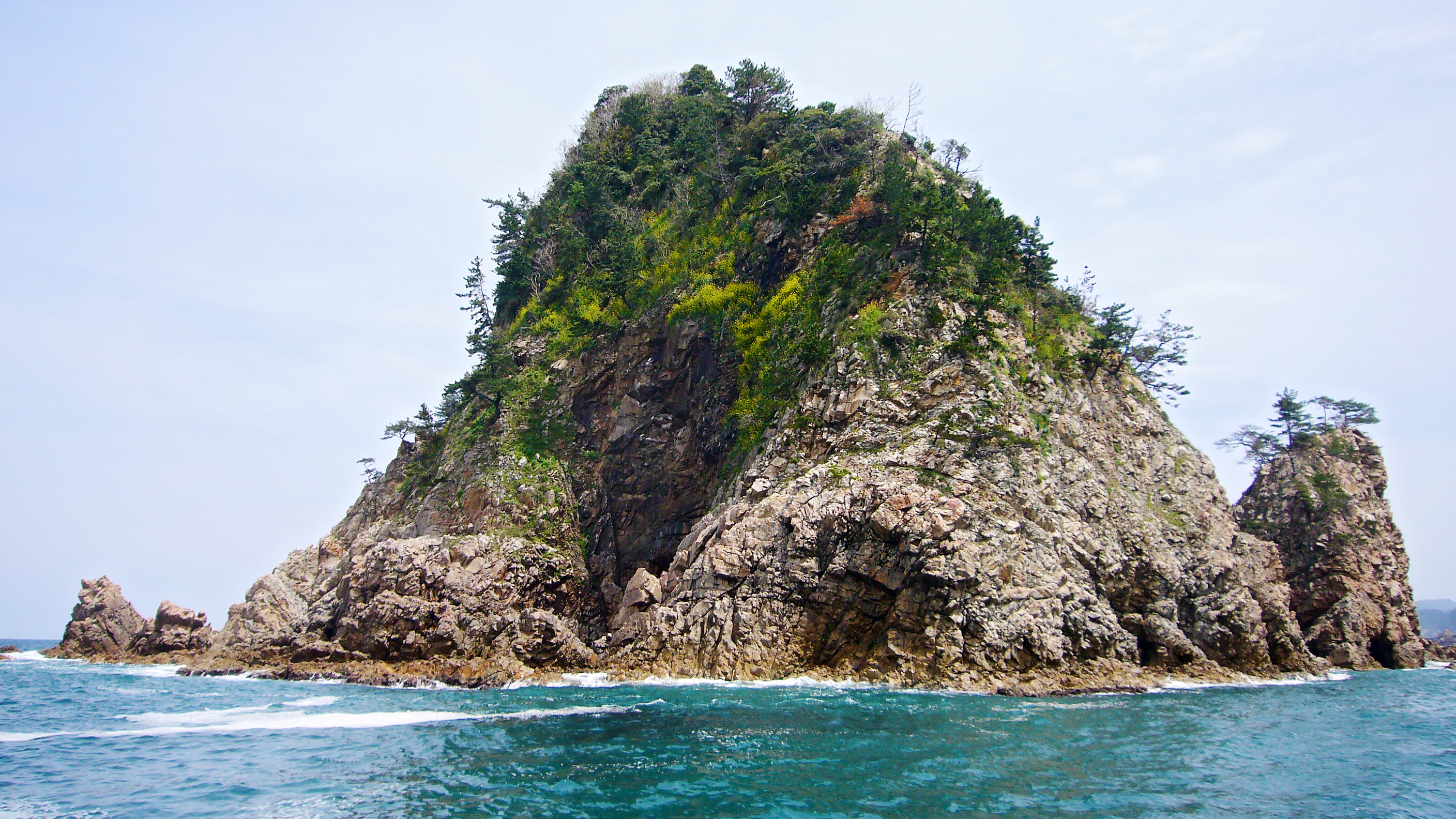
菜種島

- 菜種島
  - 菜種五島
- 龍神洞
- 觀音浦
- 西蓬萊島
- 太郎兵衛島
- 鴨磯海岸
- 黑島
- 虚空藏山
白粉斷崖
- 駱駝島
- 石垣島
- 岩燕洞門

- 千貫松島
- 鴨磯
- 菜種島
- 白粉斷崖

## 外部連結
35°35′17″N 134°17′36″E / 35.58806°N 134.29333°E